# Kostel Nanebevzetí Panny Marie (Modrá Hůrka)
Kostel Nanebevzetí Panny Marie v Modré Hůrce je kulturní památka a farní kostel římskokatolické farnosti Modrá Hůrka. Kostel je díky své poloze na návrší výraznou dominantou krajiny. Okolo kostela je ohradní zeď, do které jsou včleněny čtyři výklenkové kapličky.

## Historie
Kostel byl postaven v první polovině 14. století v gotickém slohu. K roku 1354 je zde dokladována plebánie. V druhé polovině 16. století proběhla renesanční úprava a v polovině 18. století byla provedena barokní úprava. V 2. polovině 18. století byl zrušen hřbitov, který byl původně za dochovanou ohradní zdí.

## Popis kostela
Kostel je v jádru gotický. Kostelní věž, která je připojena ke kostelu na severní straně, je hranolová; ve věži jsou střílnová okénka. Na severní straně chrámové lodi byla odkryta pozdně gotická nástěnná malba zobrazující svatého Kryštofa. Presbytář má křížovou klenbu; v kartuších jsou cenné malby, zejména malba archanděla Gabriela. Zařízení kostela je barokní, pochází z třetího čtvrtletí 17. století. Kazatelna pochází u doby okolo roku 1740. V kostele (v sakristii) je kamenná křtitelnice středověkého původu. V severovýchodní kapli, začleněné do ohradní zdi, je socha svatého Jana Nepomuckého z druhého čtvrtletí 18. století.